# Зелено!
Зелено! (на нидерландски: Groen!) е белгийска зелена партия, активна главно сред фламандската общност. Членува в Европейската зелена партия. Ръководител на партията е Мейрем Алмаджи.
Партията води началото си от възникналото през 70-те години обществено движение Агалев (Agalev). Първоначално то подкрепя отделни политици, споделящи възгледите му, но с времето част от участниците в движението решават да основат собствена политическа партия. Други, включително неговият основател Люк Верстейлен, не се присъединяват към партията Агалев, но двете организации продължават да си сътрудничат.
Партията Агалев е формално основана през 1982 година, въпреки че още през 1981 година участва в изборите и печели няколко места в белгийския парламент. През 80-те години тя постоянно увеличава влиянието си и, макар че остава в опозиция, успява да убеди останалите партии да подкрепят някои от нейните идеи. Агалев разчита главно на подкрепата на избиратели, необвързани с традиционните политически партии, като най-голямо е влиянието ѝ в градски центрове със значителен брой студенти, като Гент и Льовен.
Най-големия си успех Агалев постига през 1999 година, когато печели около 7% от гласовете на федерално ниво и се включва в първия коалиционен кабинет на Ги Верхофстад. На федералните избори през 2003 година Агалев претърпява провал, като получава едва 2,6% от гласовете и не успява да премине въведената и с нейните гласове петпроцентна бариера. Партията преминава в опозиция и приема сегашното си име. Въпреки че с времето се отдалечава от първоначалните си християнсоциални възгледи и се доближава до социалдемокрацията, Зелено! решава да продължи самостоятелното си участие в избори и да не се включва в предизборните коалиции на Социалистическа партия - различни и Спирит. През 2007 година получава 4% от гласовете и отново има представители във федералния парламент.